# Sabrina Mockenhauptová
Sabrina Mockenhauptová (* 6. prosince 1980, Siegen, Severní Porýní-Vestfálsko) je německá atletka, běžkyně, která se věnuje středním a dlouhým tratím.

## Kariéra
V roce 2001 na ME do 23 let v Amsterdamu získala bronzovou medaili v běhu na 10 000 metrů. V roce 2005 na halovém ME v Madridu doběhla původně ve finále běhu na 3000 metrů v čase 8:47,76 na 4. místě. Později však byla kvůli pozitivnímu dopingovému nálezu diskvalifikována z druhého místa turecká běžkyně Tezeta Dengersaová a Mockenhauptová dostala dodatečně bronzovou medaili. O rok dříve skončila na halovém MS v Budapešti na 7. místě (9:13,70). Na následujícím halovém ME 2007 v Birminghamu doběhla na stejné vzdálenosti jako čtvrtá.
V roce 2009 na světovém šampionátu v Berlíně se zúčastnila maratonského běhu, který dokončila v čase 2.30:07 na 17. místě. Na Mistrovství Evropy v atletice 2010 v Barceloně skončila na desetikilometrové trati na 6. místě (32:06,02). V listopadu roku 2012 však kvůli dopingu o stříbrnou medaili přišla Ruska Inga Abitovová a již dříve byla diskvalifikována rovněž původně pátá Meryem Erdoganová reprezentující Turecko. Německá vytrvalkyně se tak v celkovém pořadí posunula na 4. místo. Na evropském šampionátu v Helsinkách v roce 2012 obsadila časem 32:16,55 5. místo.

### Olympijské hry
Třikrát reprezentovala na Letních olympijských hrách. Nejlepšího výsledku dosáhla v roce 2008 na olympiádě v Pekingu, kde doběhla v závodě na 10 000 metrů na 13. místě. Výkonem 31:14,21 si vytvořila nový osobní rekord. Na olympijskou vítězku Tiruneš Dibabaovou z Etiopie v cíli ztratila 1 minutu a 20 sekund. Od bronzové medaile, kterou získala Američanka Shalane Flanaganová ji dělilo 52 sekund. O čtyři roky později na LOH v Londýně doběhla na stejné trati na 17. místě (31:50,35). Na Letních olympijských hrách 2004 v Athénách skončila v běhu na 10 000 metrů na 15. místě (32:00,85).

### Osobní rekordy
- 10 000 m – 31:14,21 – 15. srpen 2008, Peking
- půlmaraton – 1.08:45 – 5. duben 2009, Berlín
- maraton – 2.26:21 – 26. září 2010, Berlínský maraton